# António Monteiro Cardoso
António Manuel Monteiro Cardoso (Freixo de Espada à Cinta, 8 de Setembro de 1950 - 11 de Janeiro de 2016) foi um escritor e historiador português.

## Biografia

### Nascimento e formação
Nasceu na vila de Freixo de Espada à Cinta, a 8 de Setembro de 1950. Frequentou a  Universidade Clássica de Lisboa, onde concluiu o curso de Direito, e em 2005 tirou o doutoramento em História Moderna e Contemporânea no ISCTE – Instituto Universitário de Lisboa, com a tese A Revolução Liberal em Trás‑os‑Montes (1820‑1834) – O Povo e as Elites.
Casou com a diplomata Ana Maria Rosa Martins Gomes, da qual teve Joana Gomes Monteiro Cardoso (8 de Agosto de 1975), casada com Tiago Filipe Olavo de Pitta e Cunha, Dr., Grande-Oficial da Ordem do Infante D. Henrique (21 de Janeiro de 2016).

### Carreira
Destacou-se como escritor, tendo escrito a sua primeira obra, Da Liberdade de Imprensa, ainda durante o seu período estudantil, em conjunto com Alberto Arons de Carvalho. Durante a sua carreira, continuou a escrever sobre o tema da legislação da comunicação social, destacando-se o livro Direito da Comunicação Social, em co-autoria com Arons de Carvalho e João Pedro de Figueiredo.
Nos finais da década de 1970 também começou a dedicar-se à história de Portugal, tendo o seu primeiro livro sobre este assunto sido A Guerrilha do Remexido, em conjunto com António do Canto Machado. Esta obra, publicada em 1981, tornou-se uma obra de referência, tanto sobre a famoso guerrilheiro Remexido como sobre a história de São Bartolomeu de Messines.Também estudou os oratorianos de Freixo de Espada à Cinta e a história de Trás-os-Montes na época das lutas liberais, tendo escrito um grande número de artigos sobre estes temas, principalmente para a revista Brigantia. Em conjunto com António de Oliveira Pinto da França, publicou a obra Correspondência Luso-Brasileira, em dois volumes. Investigou igualmente a ocupação japonesa de Timor, tendo publicado o livro Timor na 2.ª Guerra Mundial ‑ O Diário do Tenente Pires, que foi lançado em 2007, e apresentado em Timor Leste em 2008, durante a Feira do Livro em Português, em Díli.
Em Outubro de 2007, participou num ciclo de conferências e numa exposição sobre o Remexido. Nessa altura, estava a escrever uma biografia sobre aquela figura histórica, mas não chegou a concluir a obra antes do seu falecimento.
Também leccionou na Escola Superior de Comunicação Social, na divisão de Ciências Sociais, como professor adjunto convidado, e exerceu como chefe de gabinete do secretário de Estado da Comunicação Social.

### Falecimento e homenagens
Faleceu em 11 de Janeiro de 2016. Em 11 de Fevereiro desse ano, foi homenageado numa cerimónia na Livraria Ferin, em Lisboa, durante a qual o jornalista Rogério Rodrigues apresentou a última obra de Monteiro Cardoso, Boas Fadas que te Fadem, com a presença da historiadora Fátima Sá e Melo e da eurodeputada Ana Gomes. Em 20 de Fevereiro, foi organizada outra cerimónia de homenagem ao escritor, no Convento de São Filipe de Nery, em Freixo de Espada à Cinta, que incluiu uma viagem ao longo do percurso da Rota Judaico-Manuelina.

## Obras publicadas
- Da Liberdade de Imprensa (com Alberto Arons de Carvalho)
- A Guerrilha do Remexido (1981) (com António do Canto Machado)
- Direito da comunicação social (2003) (com Alberto Arons de Carvalho e João Pedro Figueiredo)
- Legislação anotada da comunicação social (2005) (com Alberto Arons de Carvalho e João Pedro Figueiredo)
- A revolução liberal em Trás-os-Montes (1820-1834): o povo e as elites (2007)
- Timor na 2.ª Guerra Mundial ‑ O Diário do Tenente Pires (2007)
- Correspondência luso-brasileira (2008) (colaborador)
- Gente comum (2011) (colaborador)
- Boas fadas que te fadem (2015)